# Йоганн Рейнгард Блюм
Йоганн Рейнхард Блюм (* 28 жовтня 1802, Ганау; † 21 серпня 1883, Гейдельберг) — німецький мінералог.

## Життєпис
Між 1821 і 1825 роками Блюм вивчав камеральні науки в університетах Гейдельберга та Марбурга. Потім він почав вивчати мінералогію в Гейдельберзі, де отримав докторський ступінь і габілітацію в 1828 році. У 1838 році він отримав екстраординарне професорство, а в 1856 році — повне професорство мінералогії в Гейдельберзі. Він вийшов у відставку в 1877 році.Він був членом Товариства німецьких природознавців і лікарів  і членом-засновником Геологічного товариства Верхнього Рейну .
Блюм був членом неіснуючого Корпусу Хасії Гейдельберг (1821) і Хасії Марбург (1824). Він був нагороджений орденом Лева Церингера (1858: Лицарський хрест 1-го ступеня, 1878: командор 2-го ступеня). Його могила знаходиться на гейдельберзькому кладовищі Бергфрідхоф.

Могила Й. Р. Блюма в Бергфрідгофі в Гейдельберзі. Йоганн Рейнхард Блюм був одружений з Геленою Маркс (1814–1888) з 1843 року. У пари були син і дочка. Історик Карл Людвіг Блюм (1796–1869) був братом Блюма.

## Публікації (вибірка)
- Die Schmucksteine und deren Bearbeitung. Mohr, Heidelberg 1828, Inauguralabhandlung.
- Lehrbuch der Oryktognosie. E. Schweizerbart’s Verlagshandlung, vierte Auflage: Lehrbuch der Mineralogie (Oryktognosie). 1874, .
- Lithurgik oder Mineralien und Felsarten nach ihrer Anwendung in ökonomischer, artistischer und technischer Hinsicht systematisch abgehandelt. E. Schweizerbart’s Verlagshandlung, Stuttgart 1840, .
- Die Pseudomorphosen des Mineralbereichs. E. Schweizerbart’s Verlagshandlung, Stuttgart 1843, .
- Grundzüge der Mineralogie und Geognosie. Franckh, Stuttgart 1850.
- Handbuch der Lithologie oder Gesteinslehre. Enke, Erlangen 1860
- Das Mineraliencabinet der Universität Heidelberg. Heidelberg 1869.